# NGC 7648
NGC 7648 est une galaxie lenticulaire située dans la constellation de Pégase. Sa vitesse par rapport au fond diffus cosmologique est de 3 189 ± 27 km/s, ce qui correspond à une distance de Hubble de 47,0 ± 3,3 Mpc (∼153 millions d'al). NGC 7648 a été découverte par l'astronome germano-britannique William Herschel en 1784. Cette galaxie a aussi été observée par l'astronome français Guillaume Bigourdan le 1er octobre 1885 et elle a été inscrite à l'Index Catalogue sous la désignation IC 1486.
NGC 7648 est une galaxie dont le noyau brille dans le domaine de l'ultraviolet. Elle figure dans le catalogue de Markarian sous la désignation MK 531.
À ce jour, une seule mesure non basée sur le décalage vers le rouge (redshift) donne une distance d'environ 30,300 Mpc (∼98,8 millions d'al). Cette valeur est nettement à l'extérieur des valeurs de la distance de Hubble. Notons que c'est avec la valeur moyenne des mesures indépendantes, lorsqu'elles existent, que la base de données NASA/IPAC calcule le diamètre d'une galaxie et qu'en conséquence le diamètre de NGC 7648 pourrait être d'environ 22,4 kpc (∼73 100 al) si on utilisait la distance de Hubble pour le calculer.

## Groupe de NGC 7619
Selon A. M. Garcia, NGC 7648 est membre du groupe de NGC 7619. Selon lui, ce groupe de galaxies renferme au moins 25 membres. Mais, selon un article plus récent publié par Levy et ses collègues en 2007, certaines galaxies retenues par Garcia font aussi partie d'un groupe de galaxies situé dans le centre de l'amas de Pégasus I,. Selon cet article, ce groupe renfermerait 30 galaxies. La galaxie NGC 7648 est dans la liste de Levy. Sengupta et coll. font aussi mention de ce groupe dans un article plublié en 2006. Ils n'incluent que 17 galaxies, toutes émettrices de rayon X, mais elles se retrouvent soit dans le liste de Garcia ou dans celle de Levy et souvent dans les deux listes, à l'exception de KUG 2318+079B. NGC 7648 ne figure pas dans la liste de Sengupta et coll.. La galaxie CGCG 406-086 est une autre désignation pour KUG 2318+079B qui est dans la liste de Levy. De même la désignation Z406-086 est la galaxie CGCG 406-086. En ajoutant la galaxie KUG 2318+079B, on obtient un total d'au moins 43 membres pour ce groupe. Cependant, la galaxie désignée comme [OB97] P05-6 dans la liste de Levy est introuvable dans toutes les sources consultées. Le calcul de la distance moyenne du groupe a donc pris en compte 42 galaxies. Abraham Mahtessian mentionne aussi l'existence de ce groupe, mais toutes les galaxies qu'il inclue dans celui-ci sont aussi dans la liste de Garcia.